# Stan Rowley
Stanley Rupert Rowley, detto Stan (Young, 11 settembre 1876 – Manly, 1º aprile 1924), è stato un velocista e mezzofondista australiano, vincitore di 4 medaglie olimpiche ai Giochi di Parigi 1900.

## Biografia
Ai I Giochi olimpici del 1896 il connazionale Edwin Flack vinse due ori nell'atletica leggera. Flack viveva in Inghilterra e il viaggio per Atene era stato relativamente corto. Stan Rowley fu il primo atleta australiano a recarsi ai Giochi direttamente dal paese natio. Si imbarcò su un transatlantico insieme al nuotatore Freddy Lane ed al tiratore Donald Mackintosh. I tre si finanziarono il viaggio attraverso una raccolta fondi.
Rowley ha vinto tre medaglie di bronzo ai Giochi olimpici di Parigi 1900 in rappresentanza del suo paese, l'Australia, ed una d'oro con la squadra Amateur Athletic Association composta anche da atleti di altre nazionalità, che il CIO conteggia nel medagliere alla Squadra mista.
In effetti la medaglia d'oro per il velocista australiano, nella gara a squadre sui 5000 m (5 atleti per squadra), fu un evento fortuito, in quanto il team del Regno Unito necessitava di un quinto atleta e chiesero al loro amico australiano Stan Rowley di partecipare, nonostante egli non avesse alcuna esperienza sulle gare lunghe. A contendere il titolo ai britannici e all'australiano vi era, comunque, solo la Francia.

## Palmarès
| Anno                                  | Manifestazione  | Sede   | Evento           | Risultato | Prestazione | Note  |
| ------------------------------------- | --------------- | ------ | ---------------- | --------- | ----------- | ----- |
| In rappresentanza dell' Australia     |                 |        |                  |           |             |       |
| 1900                                  | Giochi olimpici | Parigi | 60 m piani       | Bronzo    | 7"2         |       |
| 1900                                  | Giochi olimpici | Parigi | 100 m piani      | Bronzo    | 11"2        |       |
| 1900                                  | Giochi olimpici | Parigi | 200 m piani      | Bronzo    | 22"9        |       |
| In rappresentanza della Squadra mista |                 |        |                  |           |             |       |
| 1900                                  | Giochi olimpici | Parigi | 5000 m a squadre | Oro       | 26 p.       | [ 2 ] |